# Dom przedpogrzebowy w Olsztynie
Dom Oczyszczenia, hebr. Bet Tahara, obecnie zwany również Domem Mendelsohna – dawny dom przedpogrzebowy gminy żydowskiej w Olsztynie zbudowany w 1913 roku według projektu architekta Ericha Mendelsohna.

## Historia
Obiekt jest jednocześnie pierwszym dziełem (najprawdopodobniej pracą dyplomową) Mendelsohna oraz ostatnią zachowaną pamiątką po gminie i ludności żydowskiej w Olsztynie.
Budynek znajduje się przy zdewastowanym pod koniec lat 60. XX w. cmentarzu żydowskim, przy obecnej ulicy Zyndrama z Maszkowic. Do 1996 roku we wnętrzach budynku mieściło się Archiwum Państwowe. Obecnie obiekt jest własnością Fundacji Ochrony Dziedzictwa Żydowskiego, która udostępniła go Fundacji „Borussia” z przeznaczeniem na centrum kultury – Centrum Dialogu Międzykulturowego oraz muzeum architekta. 21 marca 2013 roku odbyło się oficjalne otwarcie Domu Mendelsohna, które przypadło dokładnie w 126. rocznicę urodzin projektanta obiektu.
W październiku 2024 Fundacja Borussia otrzymała Nagrodę Specjalną POLIN 2024 m.in. za to, że uratowała od niepamięci i zniszczenia unikatowy budynek Bet Tahary.

## Konserwacja

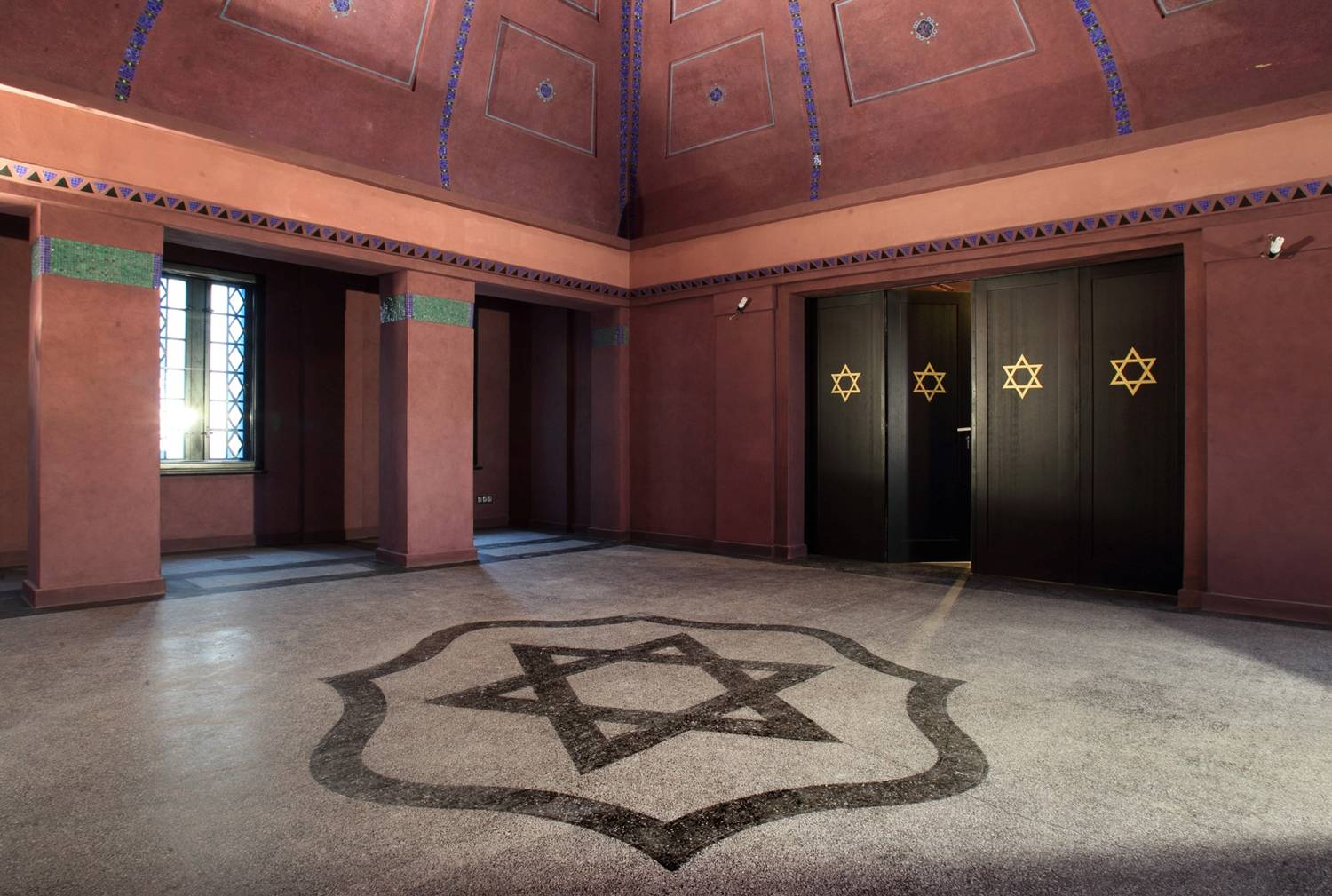
Wnętrze

W związku z tym, że obiekt był znacznie przebudowany, pozostawał w złym stanie technicznym oraz nie dochowała się żadna dokumentacja archiwalna, prace ratunkowe stanowiły duże wyzwanie dla realizatorów. Pierwszych badań konserwatorskich dokonano 2006 (w tym roku wyremontowano też dach), a dokumentację ukończono w 2009. Sala główna odnawiana była przez profesjonalnych konserwatorów oraz wolontariuszy za środki pochodzące z samorządu olsztyńskiego i berlińskiej fundacji „Pamięć, Odpowiedzialność i Przyszłość”. Usunięto najpierw wtórny strop i podpierające go filary. W ten sposób odkryto pierwotną kopułę z oryginalnymi mozaikami i malowidłami. Zakonserwowano też podłogę z lastriko z gwiazdą Dawida. Na dalsze prace pozyskano środki unijne, a w latach 2010-2011 remont wsparła Wspólnota Kulturowa „Borussia”. Z funduszy europejskich odtworzono oryginalne otwory okienne i drzwiowe, wymieniono stolarkę, wyremontowano posadzki, zlikwidowano wtórne nawarstwienia ścienne, odtworzono i zrekonstruowano tynki, mozaiki oraz polichromie.